# Spechtbaumrutscher

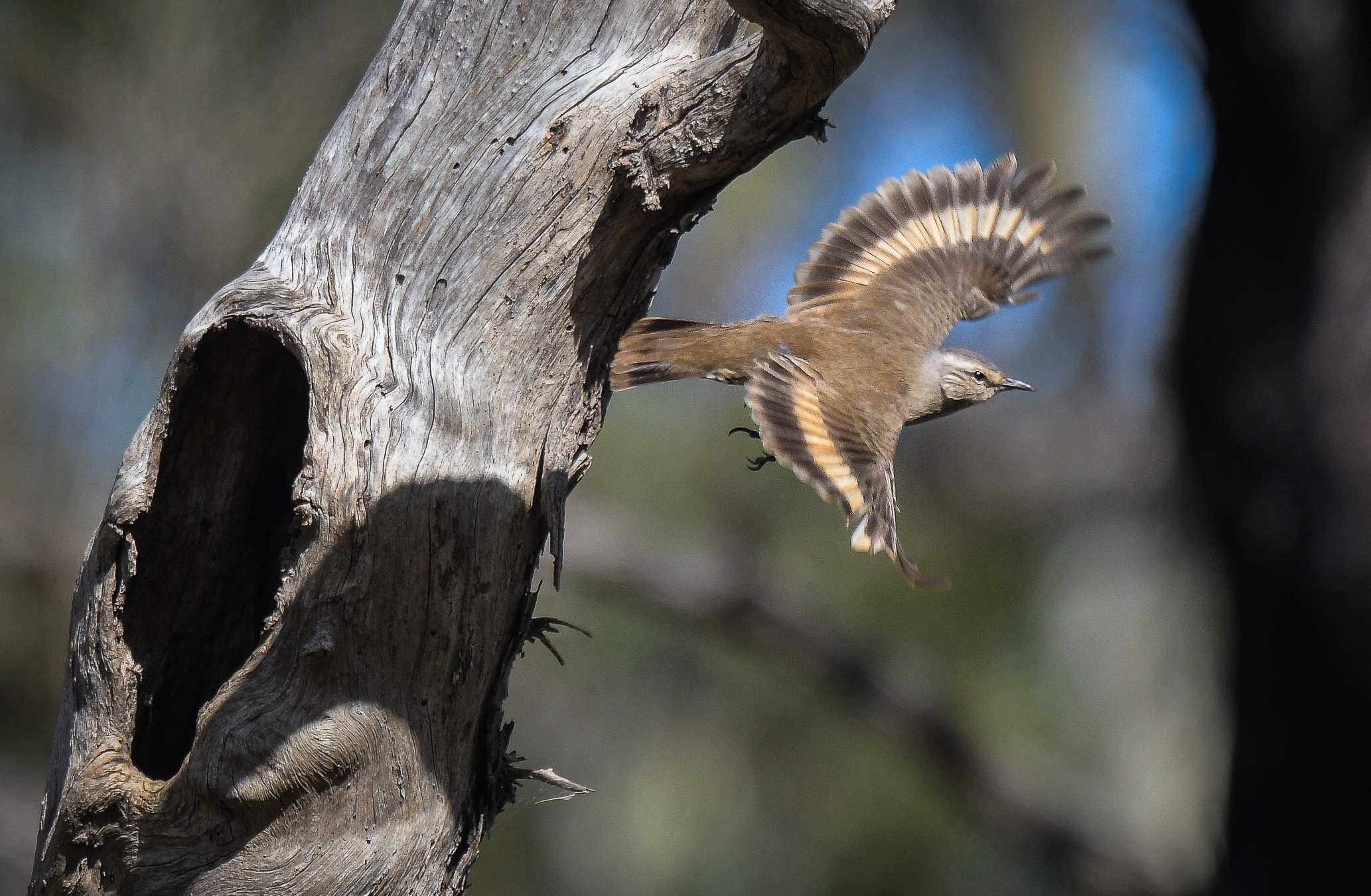
Spechtbaumrutscher im Flug

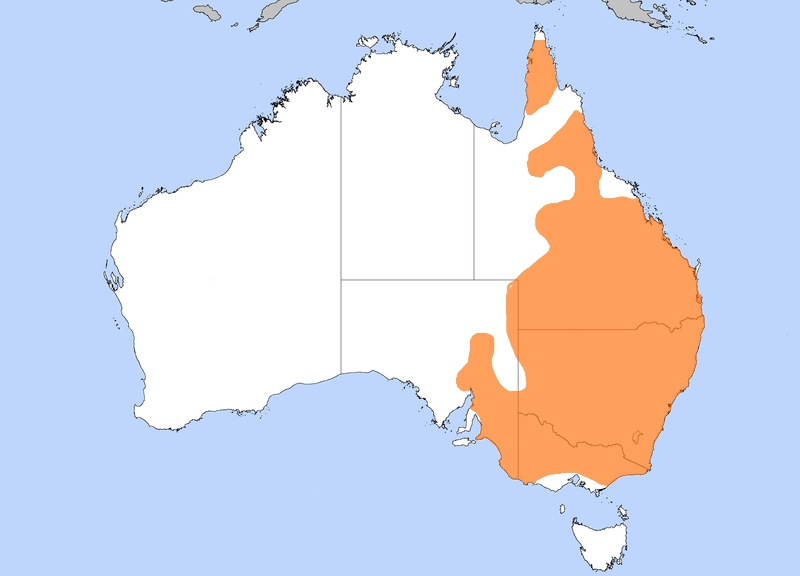
Verbreitung des Spechtbaumrutschers

Der Spechtbaumrutscher (Climacteris picumnus), zuweilen auch Braunbaumrutscher oder Feldbaumrutscher genannt,  ist ein endemisch in  Australien vorkommender Singvogel (Passeri) aus der Familie der Baumrutscher (Climacteridae).

## Merkmale
Der Spechtbaumrutscher erreicht eine Gesamtlänge von ca. 18 Zentimetern und ein Gewicht von 22 bis 44 Gramm. Die Vögel sind auf der Oberseite einschließlich der Flügel graubraun gefärbt. Der Oberkopf hat eine dunkelbraune Färbung. Das Gesicht zeigt einen dünnen schwarzen Zügel und einen undeutlichen grauweißen Überaugenstreif. Kehle, Brust und Bauch sind cremefarben, wobei der Bauch mit feinen dunklen Strichen überzogen ist. Über die Hand- und Armschwingen zieht sich ein breiter, heller gelbbrauner Streifen, der lediglich im Fluge sichtbar wird. Die Geschlechter sind farblich ähnlich, die Weibchen jedoch etwas blasser gefärbt.

## Ähnliche Arten
Der Rostbrauen-Baumrutscher (Climacteris erythrops) unterscheidet sich durch den rotbraunen und der  Weißbrauen-Baumrutscher (Climacteris affinis) durch den weißen Überaugenstreif.

## Verbreitung, Unterarten und Lebensraum
Die Art kommt im Osten Australiens vor, überwiegend an den Ausläufern der Great Dividing Range. Ihre Nominatform Climacteris picumnus picumnus besiedelt Gebiete in Zentrum und im Osten von Queensland, in der Mitte Victorias sowie im Osten von South Australia. Die Unterart Climacteris picumnus victoriae bewohnt Teilregionen in South Australia und New South Wales sowie im Südwesten Victorias. Climacteris picumnus melanotus ist auf der Kap-York-Halbinsel und in Far North Queensland zu finden. Hauptlebensraum der Art sind lichte Wälder, in erster Linie Eukalyptuswälder. Die Höhenverbreitung erstreckt sich vom Meeresspiegel bis auf 1370 Meter.

## Lebensweise
Spechtbaumrutscher leben gesellig, meist in kleinen Gruppen von 8 bis 12 Vögeln, zuweilen auch paarweise. Sie suchen an Baumstämmen oder am Boden nach Nahrung, die in erster Linie aus Ameisen besteht. Außerdem werden Spinnen, Insektenlarven, Schmetterlinge, Käfer, Fliegen, Schaben und Termiten gefressen. Nektar und Baumsäfte dienen als Nahrungsergänzung. Das Nest wird aus Gräsern, Federn und anderen weichen Materialien gefertigt und in geeigneten Baumhöhlen angelegt. Beide Geschlechter bauen das Nest, es brüten jedoch nur die Weibchen. Ein Gelege besteht in der Regel aus zwei bis drei Eiern. Nach 17 Tagen schlüpfen die Küken, die nach ca. 26 Tagen das Nest verlassen. Gelegentlich unterstützen andere Vögel der Art das Zuchtpaar bei der Fütterung der Jungvögel. Während einer Brutsaison finden oftmals zwei Bruten statt.

## Gefährdung und Schutzmaßnahmen
Obwohl die Bestände des Spechtbaumrutschers rückläufig sind, wird die Art von der Weltnaturschutzorganisation IUCN als „least concern = nicht gefährdet“ geführt. Demgegenüber wurde die Unterart Climacteris picumnus victoriae vom New South Wales Office of Environment & Heritage mit dem Status „vulnerable = gefährdet“ eingestuft. Folgende Gefährdungspotentiale wurden erkannt: Abnahme von Baumbeständen infolge von Land- und Forstwirtschaft sowie Berg- und Wohnsiedlungsbau, Verschlechterung des Lebensraums durch den Verlust von Baumhöhlen infolge von Baumfällungen und Brennholzsammlungen, Mangel an der Regeneration von Eukalyptuswäldern aufgrund von Überweidung, Verlust an Bäumen durch Waldbrände,  Störungen durch den Menschen bei lärmintensiven Waldarbeiten, Ausbreitung invasiver Pflanzen. Als Schutzmaßnahmen sind Änderungen der Beweidungspraktiken vorgesehen. Außerdem wird angestrebt, das Sammeln von Brennholz einzuschränken, gefallene Bäume nicht zu entfernen und tote und hohle Bäume stehen zu lassen, die einen wichtigen Ausgangspunkt für Bruthöhlen darstellen. Einige Gebiete sollen zum Schutz eingezäunt werden.